# Кошкин, Дмитрий Александрович
Дми́трий Алекса́ндрович Ко́шкин (род. 20 апреля 1986 года, Железногорск, СССР) – казахстанский горнолыжник, мастер спорта Республики Казахстан международного класса.

## Биография
На соревнованиях под эгидой FIS Кошкин начал выступать в 2009 году. В том же году Дмитрий стал чемпионом Казахстана в гигантском слаломе. Начиная с сезона 2009/2010 Кошкин стал принимать участие в Кубке Европы и Кубке Южной Америки. На зимней Азиаде 2011 года в соревнованиях, проходивших в ущелье Чимбулак вблизи Алматы, Дмитрий стал чемпионом в скоростном спуске и серебряным призёром в супергиганте. На мировых первенствах Кошкин впервые выступил на чемпионате 2011 года. Лучшим результатом для казахстанского горнолыжника стало 39-е место в супергиганте. 14 декабря 2012 года казахстанец дебютировал в Кубке мира на этапе в итальянском городе Валь-Гардена. На чемпионате 2013 года Кошкин выступил в трёх дисциплинах, но только в скоростном спуске он смог добраться до финиша, став 39-м.
На зимних Олимпийских играх 2014 года в Сочи Кошкин стал 43-м в скоростном спуске и 30-м в супергиганте.
Живёт и тренируется в Алма-Ате.

## Результаты

### Олимпийские игры
| Олимпийские игры | Скоростной спуск | Супергигант | Гигантский слалом | Слалом | Комбинация |
| ---------------- | ---------------- | ----------- | ----------------- | ------ | ---------- |
| Сочи 2014        | 43               | 30          | —                 | —      | —          |

### Чемпионат мира
| Чемпионат мира           | Скоростной спуск | Супергигант | Гигантский слалом | Слалом | Комбинация |
| ------------------------ | ---------------- | ----------- | ----------------- | ------ | ---------- |
| Гармиш-Партенкирхен 2011 | 45               | 39          | —                 | 52     | DNF2       |
| Шладминг 2013            | 39               | DNF1        | —                 | —      | DNF2       |